# El profesor Layton y la llamada del espectro
El profesor Layton y la llamada del espectro (レイトン教授と魔神の笛 Layton-kyōju to Majin no Fue, literalmente "El profesor Layton y la flauta del espectro"?) es un videojuego de aventuras y puzle desarrollado por Nintendo y Level-5 para Nintendo DS. Es el cuarto juego de la serie El profesor Layton, además de ser también una precuela que tiene lugar tres años antes de la primera trilogía de la serie, que detalla cómo se conocieron el Profesor Layton y su aprendiz, Luke Triton, por lo que es el primer juego de la serie en orden cronológico. El juego incluye en total 170 puzles. Este juego fue el último de la serie para Nintendo DS.
El profesor Layton y la llamada del espectro también incluye un juego de rol titulado Professor Layton's London Life (lit. La vida del Profesor Layton en Londres). Se anunció que London Life, en el que el jugador se relaciona con diversos personajes de una ciudad llamada Little London, (lit. Pequeña Londres) contendría más de 100 horas de juego. London Life no fue incluido en la versión europea del juego ya que la traducción del minijuego conllevaría un retraso en el lanzamiento del juego en Europa.
El juego se lanzó en Japón durante 2009, y fue ahí el juego más vendido durante su primera semana. Se lanzó en Norteamérica y las regiones PAL durante 2011, y recibió críticas generalmente positivas, manteniendo una nota de un 84% en GameRankings y un 83 en Metacritic.

## Modo de juego
El Profesor Layton y la llamada del espectro es un videojuego de lógica presentado como un juego de aventuras. El jugador controla a un grupo de tres personajes por toda Misthallery: El profesor Hershel Layton, su ayudante Emmy Altava y un niño llamado Luke Triton. Mientras estén en el pueblo, el grupo debe afrontar diversos misterios que se van resolviendo a medida que la historia avanza. Misthallery está dividida en varias secciones, aunque algunas requieren haber llegado a cierto punto del juego para poder acceder a ellas. Para moverse por Misthallery, el jugador debe tocar un icono con la forma de un zapato que se encuentra en la esquina inferior derecha de la pantalla táctil, y elegir posteriormente la ruta que desea tomar tocando una de las flechas que aparecen en pantalla. En Misthallery, el jugador también puede tocar cualquier parte del escenario en la pantalla táctil para revelar diálogos, monedas, objetos coleccionables o puzles escondidos. De igual forma, se puede iniciar una conversación con un personaje no jugable si se toca con el puntero.

### Puzles
En ocasiones, al iniciar una conversación o tocar un objeto del escenario, el jugador puede pasar a resolver un puzle. Si el juego llega a un punto en el que no es posible acceder a un puzle para resolverlo, pasará a manos de un gato llamado Felimino que lo guardará para poder resolverlo posteriormente. Hay 170 puzles en el juego, generalmente basados en el pensamiento lateral, que consisten en deslizar piezas, resolver puzles matemáticos, solucionar senkus y otras variedades. Cuando comienza un puzle, se le presenta al jugador el nombre del puzle, el número y su valor en "Picarats", que son tanto el sistema de puntos del juego como una estimación de la dificultad del puzle a resolver. Estos puntos no se usan durante el juego, pero si se consigue el suficiente número de Picarats, se pueden desbloquear extras en el menú del juego.
Tras ello, el jugador entra en la interfaz del puzle, en donde puede encontrar instrucciones en la pantalla superior que le guíen para resolver el puzle interactuando con él en la pantalla táctil. No hay un límite de tiempo para resolverlo; además el jugador puede usar también un cuaderno integrado en el puzle para escribir ayudas adicionales. Si no puede o desea resolver el puzle, puede tocar el botón "Salir" para salir del puzle sin perder Picarats. Además, todos los puzles tienen tres pistas que se pueden comprar a un precio de una moneda cada una. Si el jugador necesita ayuda más clara, puede comprar una cuarta "super pista", una pista más detallada que cuesta dos monedas. Sin embargo, el número de monedas es limitado, por lo que el juego recomienda usarlas con cautela. El jugador comienza con 10 monedas, pero puede obtener más investigando el pueblo.
Para resolver un puzle, el jugador debe introducir la respuesta en la pantalla táctil. A veces, para ello deberá tocar un botón con el nombre "Solución" y escribir la solución, ya sean números o letras. En otras ocasiones, el jugador deberá encerrar en un círculo algún elemento de la pantalla inferior, y tocar posteriormente "Listo". Otros se resuelven automáticamente cuando el jugador ha dado con la respuesta correcta. Si el jugador ha cometido un error, puede tocar el botón "Anular" para recomenzar el puzle. En este caso, no se pierden ni Picarats ni las pistas compradas. Si el jugador presenta una respuesta incorrecta, deberá repetir el puzle y además perderá una cantidad determinada de Picarats. Si el jugador responde correctamente, se le recompensa con el número de Picarats que valga el puzle, y la historia continúa. Tras completar un puzle, se puede volver a jugar desde la Lista de puzles, una sección del juego que recoge los puzles resueltos. Ocasionalmente, tras completar un puzle, el jugador recibe un objeto que puede usar en los minijuegos.
También es posible conectarse a la Conexión Wi-Fi de Nintendo para descargar puzles extras disponibles en la sección "Extras", localizada en la pantalla de título del juego. Tras el lanzamiento del juego, se lanza un nuevo puzle por semana. Las pistas de estos puzles no se pueden comprar con monedas, pero se ofrecen gratis una semana después del lanzamiento de dicho puzle. Cuando un jugador se conecta a los servidores de Nintendo, se descargan todas los puzles y pistas disponibles.

### Minijuegos
El profesor Layton y la llamada del espectro incluye diversos minijuegos dentro del juego principal, accesibles desde el baúl del profesor, el icono localizado en la esquina superior derecha de la pantalla táctil. Para poder jugar dichos minijuegos, la historia principal debe haber avanzado lo suficiente como para poder desbloquearlos, además de tener resueltos algunos puzles en el juego principal para acceder a algunos niveles.
En el minijuego El Trenecito el jugador debe guiar un tren por un tablero dibujando una vía férrea. El tren de juguete debe pasar por cada estación y alcanzar un punto final; en niveles más difíciles, se debe hacer lo mismo pero evitando coches y otros trenes. El tren de juguete necesita combustible para moverse, por lo que el tren solo puede pasar por un determinado número de casillas a no ser que se vaya recogiendo combustible por el camino.
En el minijuego El pez se controla a un pez que intenta recoger todas las monedas de su acuario. El pez se mueve de forma horizontal y permite al jugador desviar esa trayectoria al colocar burbujas en distintos puntos, reflejando de esta manera al pez en una dirección distinta. En la versión japonesa, en vez de recoger monedas se deben formar palabras alimentando al pez con kanjis, que los va alterando en diferentes patrones preestablecidos.
En el minijuego Las marionetas, el jugador tiene la tarea de finalizar el guion de una obra de tal manera que tenga sentido. Si el jugador elige una palabra que no tenga sentido dentro del guion, la actuación termina y el jugador debe comenzar de nuevo; si se seleccionan todas las palabras correctas se muestra el final de la historia.
Tras progresar lo suficiente en la historia, el jugador puede tocar ratones que se encuentran dispersados por toda Misthallery para conseguir "medallas de ratón" y así poder entrar a otro minijuego. Al contrario que los otros minijuegos, éste es accesible desde Misthallery y no desde el baúl del profesor. El objetivo de este minijuego consiste en tocar el mayor número de ratones posibles dentro de un límite de tiempo, mientras se evita tocar a Tippy, el ratón de Luke. Este es el único elemento con tiempo real en todo el juego.

## Argumento

### Ambientación
El profesor Layton y la llamada del espectro tiene lugar tres años antes de los hechos acaecidos en El Profesor Layton y la Villa Misteriosa, en un ficticio pueblo inglés conocido como Misthallery. En Misthallery, cuenta la leyenda que un espectro despierta de su sueño para defender al pueblo una vez que se toca la Flauta del Espectro. Pero últimamente, el supuesto espectro ha dejado de proteger el pueblo para comenzar a destruirlo, atacando a los habitantes y las casas y edificios durante la medianoche.
Misthallery es un lugar en donde se usan góndolas para moverse por los canales que cruzan el pueblo. Debido a esos canales, la ciudad está dividida en cinco regiones: el cruce, el mercado, el distrito este, Ely Street y Highyard. El cruce contiene la biblioteca así como la casa del alcalde, Clark Triton. El mercado del pueblo es un lugar turbio que es controlado por un personaje llamado Pluma Negra. El distrito este contiene una fábrica abandonada, mientras que Ely Street y Highyard son principalmente zonas residenciales. En las afueras de Highyard está la casa en donde viven los hijos del antiguo alcalde, apartados del resto del pueblo. Los lugareños piensan que la mansión es hogar de una bruja. También existen rumores de que el pueblo oculta el Jardín Dorado, ruinas de una antigua civilización.

### Historia
Al comienzo de la historia, una mujer llamada Emmy Altava es contratada para trabajar como asistente del Profesor Layton en la ficticia Universidad de Gressenheller. Tras presentarse a éste, le revela que se dirige a una ciudad llamada "Misthallery". Según cuenta una carta que ha recibido de un amigo cercano, Clark Triton, un espectro está atacando la ciudad por las noches. Cuando la pareja llega a la casa de Clark, descubren sin embargo que no fue éste quien escribió la carta, sino su hijo, Luke, quien ha aprendido a predecir los ataques del espectro y que quiso contar con la ayuda de Layton para poner fin a los mismos. Luke se escabulle de su casa para unirse a la investigación de Layton y Emmy. Tras explorar Misthallery por un día, deciden pasar la noche en un hotel local. Al mirar por la ventana de su habitación, escuchan el sonido de una flauta y ven posteriormente a una grande y sombreada figura que emerge de la neblina, que comienza a destrozar todo lo que encuentra a su paso, incluyendo el hotel, para a continuación desvanecerse sin dejar rastro.
Al día siguiente, Layton, Luke y Emmy se ponen en camino para encontrar el mercado negro del pueblo y poder recabar información sobre la Flauta del Espectro, un artefacto que cuentan que da poder sobre el espectro a quien lo posee. Tras ganarse la confianza de Pluma Negra, un grupo de niños que controlan el mercado, Layton descubre que la flauta se subastó al fallecido Evan Barde, quien en un ocasión fue el hombre más rico de Misthallery, poco antes de que el espectro comenzara a atacar la ciudad. Los tres se dirigen entonces a la Mansión Barde para visitar a su hija, Arianna, una chica que una vez fue amiga de Luke, pero que ahora sufre una enfermedad terminal, mientras que en el pueblo son muchos los rumores que la califican como una bruja.
Sin embargo, Arianna no quiere hablar con nadie, por lo que Layton y Luke continúan su investigación por el pueblo mientras Emmy se dirige a Scotland Yard para recabar información sobre la muerte de Evan Barde. Con la ayuda de los inspectores Chelmey y Grosky, consigue revisar los informes del caso antes de volver a reunirse con Layton y Luke en Misthallery. El inspector Grosky la acompaña, en un intento de que el jefe de policía del pueblo, Jakes, pueda arrojar más luz al caso. A pesar de todo, Jakes se niega a dar información referente a la muerte de Barde y da a Layton y compañía 24 horas para abandonar la población. A pesar de las amenazas de Jakes, visitan a Arianna para explicarle lo que sucedió con el pueblo y su padre. Arianna se abre a ellos, y les guía a un lago cercano antes de tocar la Flauta del Espectro, que hace que una criatura prehistórica acuática llamada Dinna emerja del agua.
Jakes aparece entonces en el lago, al haber seguido al profesor, y decide dejar a Arianna y Dinna bajo custodia policial, culpándolas de estar detrás de los ataques del espectro. En su ausencia, el trío intenta descubrir la verdadera identidad del espectro en una fábrica abandonada localizada en el pueblo. Mientras Arianna y Dinna son culpadas de los hechos delante de los locales, Layton aparece y revela la verdadera identidad del espectro: una excavadora que destruye el pueblo en busca del "Jardín Dorado", unas ruinas antiguas supuestamente localizadas debajo de Misthallery. Prosigue destapando el plan de Jakes para llegar a la alcaldía del pueblo, con la ayuda de su cómplice: un hombre disfrazado como el mayordomo de Clark, Doland Noble, llamado Jean Descole, un científico en busca del Jardín Dorado que había secuestrado a la esposa de Clark, junto con su mayordomo real. Con el plan de Descole desvelado, éste combina todas sus máquinas para formar un mecha en un intento final de arrasar Misthallery para encontrar las ruinas.
Con los esfuerzos comunes de Layton, Luke, Emmy, Dinna y la banda Pluma Negra, el mecha es derrotado y Descole se ve obligado a huir. A pesar de que Dinna ha resultado severamente herida durante la batalla, destruye la presa del pueblo, secando el lago y encontrando la entrada del Jardín Dorado. Cuando el grupo entra en el jardín, Dinna muere, y Arianna descubre sus verdaderas intenciones. Dinna sabía que las óptimas condiciones del aire de la zona ayudarían a Arianna a recuperarse de su enfermedad, y luchó contra el espectro para asegurarse de que el jardín permanecería intacto hasta que fuera necesario. Un año después, se recupera por completo de su enfermedad, y se hace pública la existencia del Jardín Dorado, marcando el inicio de la fama de Layton en la arqueología.
Cuando Luke se dispone a abandonar el jardín, descubre que todavía tiene mucho que aprender del mundo, y pregunta a Layton si puede ser su aprendiz. Layton acepta, y el juego termina con Luke despidiéndose de la gente de Misthallery antes de comenzar sus aventuras con Layton.

## Professor Layton's London Life
Professor Layton's London Life (レイトン教授のロンドンライフ Layton-kyōju no Rondon Raifu?) es un juego de rol desarrollado en colaboración con Brownie Brown, incluido en El Profesor Layton y la llamada del espectro. En London Life, el jugador crea un avatar que puede personalizar con ropa y accesorios. Con este avatar, el jugador vive en "Little London", una pequeña ciudad inspirada en Londres. Dentro de Little London, el jugador puede crear y decorar su propia habitación y hacer recados para los habitantes de la ciudad, que son personajes previamente aparecidos en los cuatro juegos de la serie. El juego también incluye personajes basados en la película publicada el mismo año, El Profesor Layton y la diva Eterna, como Janice Quatlane o Melina y Oswald Whistler. Al ayudar a los lugareños, el jugador puede obtener acceso a nuevos lugares de la ciudad, así como riqueza y felicidad. El jugador también puede usar la Conexión Wi-Fi de Nintendo para subir su avatar al juego y así poder ser descargado por los amigos que tenga registrado en la consola. London Life contiene cerca de 100 horas de juego. También es posible intercambiar objetos con otras consolas al dejar la Nintendo DS en modo de espera.
Professor Layton's London Life está basado en otro título de Level-5, Fantasy Life, que saldrá en Japón en algún momento de 2012. En la versión japonesa de La llamada del espectro, London Life solo está disponible tras superar el juego principal; sin embargo está disponible desde el principio en las versiones americana y australiana del juego. Las versiones europeas no incluyen London Life, porque la cantidad de tiempo que llevaría traducir los diálogos del mismo habría retrasado la salida del juego más allá del final de 2011.

## Desarrollo y lanzamiento

### Desarrollo
Cada puzle en La llamada del espectro fue creado por Akira Tago, un profesor japonés y la autor de la serie de libros de puzles Atama no Taisō que ha vendido más de 12 millones de copias en Japón. El juego fue producido por el CEO de Level-5 Akihiro Hino, y diseñado alrededor de un concepto titulado "Nazotoki × Deai no Monogatari" (「ナゾトキ×出会いの物語」?  Lit. "Resolución de puzzles y la historia de un encuentro"), que detalla cómo el Profesor Layton conoció a su aprendiz, Luke.
La serie El Profesor Layton fue concebida como una trilogía, que llegaría a su fin con el lanzamiento del tercer juego, El Profesor Layton y el Futuro Perdido. A pesar de esto, Hino afirmó que, durante el desarrollo de El Futuro Perdido, Level-5 recibió muchas preguntas de fanes que preguntaban si "realmente era el final [de la serie]", lo que le llevó a decidir crear una segunda trilogía de juegos. En marzo de 2009, Akihiro Hino desveló oficialmente El profesor Layton y la llamada del espectro en Famitsu, aclarando que, con la segunda trilogía, estaría más tiempo desarrollando cada juego, para disipar las afirmaciones que dicen que El Profesor Layton era una serie que no había cambiado mucho con el lanzamiento de cada juego. También se afirmó que la segunda temporada de la serie tendría películas animadas que tendrían lugar entre los juegos, comenzando con El Profesor Layton y la diva eterna, que se anunció al mismo tiempo que La llamada del espectro.

### Lanzamiento
A pesar de que el juego fue lanzado en Japón en noviembre de 2009, éste no hizo aparición en el E3 2010 junto a El Futuro Perdido y la secuela para Nintendo 3DS de La llamada del espectro, El Profesor Layton y la Máscara de los Prodigios, que fueron anunciados en el evento. Al siguiente año, el juego sería mencionado de pasada por Nintendo en una entrevista sobre juegos de terceras compañías para la Nintendo DSi XL, donde apareció con el nombre de El Profesor Layton y la flauta del espectro. Al final de mayo de 2011, Level-5 registró en los Estados Unidos la marca de Professor Layton and the Last Specter, y el juego fue presentado oficialmente a nivel internacional tras el E3 2011. El juego se lanzó en Norteamérica y las regiones PAL a finales de 2011.
Tras el lanzamiento del juego en Japón, El Profesor Layton y la llamada del espectro escaló rápidamente hacia lo alto de las listas de ventas japonesas, al vender sobre 300.000 unidades durante su primera semana, y llegando a un total de 659.504 unidades en Japón a 10 de diciembre de 2010. En su lanzamiento internacional a finales de 2011, se convirtió en el juego para Nintendo DS mejor vendido en  Norteamérica en su semana de lanzamiento, aunque en otras plataformas fue superado por Batman: Arkham City y Just Dance 3, entre otros. En el Reino Unido, fue el séptimo juego mejor vendido durante su primera semana, y el tercer juego mejor vendido para una consola en específico tras las versiones para Xbox 360 y PlayStation 3 de Call of Duty: Modern Warfare 3. A finales de 2011, el juego había vendido 1,19 millones de unidades en Norteamérica y Europa, y 1,25 millones en marzo de 2012.

### Recepción
El Profesor Layton y la llamada del espectro ha recibido de forma general críticas positivas. Diversos analistas opinaron que a pesar de que la serie no había variado mucho con cada entrega, había encontrado una fórmula funcional y no necesitaba cambiarla. IGN compartió esos pensamientos, pero remarcó que esta entrega había prestado "una cuidada atención a los detalles que hace el juego completo un poco más nítido y magnífico" que sus predecesores. Los puzles de los juegos recibieron calificaciones mixtas. Los analistas a veces comentaron que eran muy similares a los aparecidos en anteriores juegos de la serie, y varios consideraron que tienden a ser vagos o incongruentes en dificultad. A pesar de ello, GamePro notó que los puzles estaban "más equilibrados" que los de los juegos previos. Las escenas de vídeo fueron muy bien recibidas; GamesRadar las describió como "cercanas en calidad a las del Estudio Ghibli" e IGN como que "los gráficos, que hacen uso de un estilo caricaturesco detallado, y de un pictórico estilo, son simplemente preciosos".
Professor Layton's London Life fue visto como una aceptable extensión del juego, con 1UP.com afirmando que el juego principal es en comparación "un accesorio". Muchos compararon el modo de juego con el de Animal Crossing. La recepción del juego fue mixta. IGN estaba sorprendida porque "estuviera incluido como un simple extra" mientras que GamePro elogió el diálogo, llamándolo "inteligente y genuinamente divertido como pocos juegos saben". Sin embargo, Game Revolution dijo que el juego se vuelve rápidamente "una faena" para jugar, mientras que otros analistas criticaron el hecho de haber excluido London Life de las versiones europeas de El Profesor Layton y la llamada del espectro.

## Banda sonora
En Japón, junto al lanzamiento del juego se acompañó la venta de la banda sonora del juego (Layton-kyōju to Majin no Fue Original Soundtrack (レイトン教授と魔神の笛 オリジナル・サウンドトラック "Banda sonora original de El Profesor Layton y la flauta del espectro"?)). El tema final, "Paxmáveiti" (Paxmáveiti ラフマベティ -君が僕にくれたもの- Paxmáveiti Lafumabety -Kimiga Bokuni Kuretamono- ?), interpretado por Yūko Andō, no se incluyó en el disco, y se sustituyó por una versión instrumental que se añadió en versiones internacionales del juego. El juego también reutiliza música de La caja de Pandora y El futuro perdido.
La composición musical del juego fue bien recibida. Square Enix Music la calificó con un ocho sobre diez, afirmando que "va un poco más allá que la de sus predecesoras", y elogió la calidad de las interpretaciones de la orquesta, calificándolas como "superiores a las de El Profesor Layton y [El futuro perdido], que ya tenía unos fantásticos argumentos." RPGfan elogió igualmente las piezas orquestadas, así como el resto de la banda sonora, especialmente la pieza "La llamada del espectro", afirmando que "se ganaría a cualquier fan de los videojuegos".
| Professor Layton and the Last Specter Original Soundtrack |                                             |                                       |          |  |
| N.º                                                       | Título                                      | Traducción al español                 | Duración |  |
| 1.                                                        | «魔神の笛の旋律»                            | La melodía del espectro               | 0:22     |  |
| 2.                                                        | «魔神の笛のテーマ»                          | La llamada del espectro               | 3:50     |  |
| 3.                                                        | «魔神出現»                                  | La aparición del espectro             | 1:01     |  |
| 4.                                                        | «水の町~ミストハレリ昼»                     | Un pueblo de agua                     | 3:26     |  |
| 5.                                                        | «謎5»                                       | Más puzles                            | 2:28     |  |
| 6.                                                        | «不思議な話»                                | Una extraña historia                  | 2:22     |  |
| 7.                                                        | «風の町~ハイヤードヒル»                     | El viento en Highyard                 | 2:33     |  |
| 8.                                                        | «影のある邸宅»                              | La mansión en la sombra               | 2:34     |  |
| 9.                                                        | «穏やかな午後»                              | Una tarde tranquila                   | 1:42     |  |
| 10.                                                       | «ランブル!»                                 | El estruendo                          | 1:52     |  |
| 11.                                                       | «謎6~推理»                                  | Deducciones                           | 2:33     |  |
| 12.                                                       | «闇市場»                                    | El mercado negro                      | 2:00     |  |
| 13.                                                       | «静かな時間»                                | Momentos de tranquilidad              | 1:19     |  |
| 14.                                                       | «霧の町~ミストハレリ夜»                     | Un pueblo de niebla                   | 3:29     |  |
| 15.                                                       | «教授のカバン~ミラクルフィッシュ»           | El pez                                | 2:20     |  |
| 16.                                                       | «教授のカバン~人形劇»                       | Las marionetas                        | 2:13     |  |
| 17.                                                       | «教授のカバン~ミニチュアトレイン»           | El trenecito                          | 1:51     |  |
| 18.                                                       | «ゴーストファクトリー»                      | La fábrica fantasma                   | 2:09     |  |
| 19.                                                       | «デスコールのテーマ»                        | Descole                               | 2:44     |  |
| 20.                                                       | «ラストバトルのテーマ»                      | La batalla final                      | 4:03     |  |
| 21.                                                       | «伝説の楽園»                                | El jardín legendario                  | 4:09     |  |
| 22.                                                       | «楽園の守り神~ラグーシのテーマ»             | Dinna                                 | 2:55     |  |
| 23.                                                       | «謎5 <生演奏ヴァージョン>»                  | Más puzles (versión en directo)       | 4:18     |  |
| 24.                                                       | «ラストバトルのテーマ <生演奏ヴァージョン>» | La batalla final (versión en directo) | 3:32     |  |
| 25.                                                       | «デスコールのテーマ <生演奏ヴァージョン>»   | Descole (versión en directo)          | 2:43     |  |

### Doblaje
En España, por tercera vez, el juego contó con un doblaje al castellano íntegro. A continuación los datos de los actores de voz originales, los españoles y su personaje:
| Personaje              | Actor de voz     | Actor de voz       |
| Hershel Layton         | Yô Ôizumi        | Jorge Varela       |
| Luke Triton            | Maki Horikita    | Carmen Ambrós      |
| Emmy Altava            | Saki Aibu        | Yolanda Gispert    |
| Jean Descole           | Atsurô Watabe    | Albert Roig        |
| Inspector Clamp Grosky | Hôchû Ôtsuka     | J. Ignacio Latorre |
| Arianna Barde          | Nao Minamisawa   | Meritxell Ribera   |
| Seamus / Tony Barde    | Yumiko Kobayashi | Ariadna Jiménez    |
| Clark Triton           | Keisuke Fujiii   | Ricky Coello       |
| Doland Noble           | Fumito Yamano    | Albert Roig        |
| Rose                   | Rin Mizuhara     | Yolanda Gispert    |
| Pluma Negra / Cuervo   | Sayaka Aida      | Ariadna Jiménez    |
| Jakes                  | ¿?               | Ramón Rocabayera   |
| Sirviente de Descole   | ¿?               | J. Ignacio Latorre |
| Cartero                | ¿?               | Ramón Rocabayera   |
| Personajes de fondo    | ¿?               | Ariadna Jiménez    |